# Claude-François Comperot

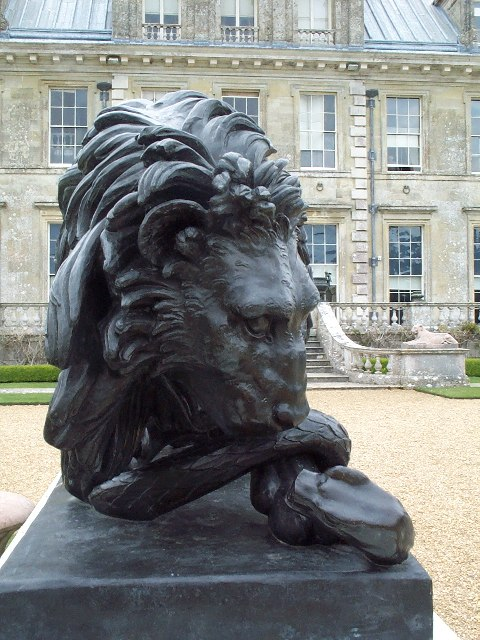
Claude-François Comperot, Lion écrasant un serpent, Dorset, Kingston Lacy Estate.

Claude-François Comperot est un sculpteur ornemaniste, né à Saint-Germain-en-Laye (Seine-et-Oise) en 1786, travailla au palais du Louvre pour lequel il entreprit de nombreux ouvrages de décoration. Il est mort, le 19 juin 1869, à la maison de Petits-Ménages, à Issy, où il était hospitalisé depuis quelques années.